# Девід Карні
Де́від Ре́ймонд Ка́рні (англ. David Raymond Carney; 30 листопада 1983, Сідней) — австралійський футболіст, захисник збірної Австралії.

## Біографія

### Клуб
Перебрався до 16 років в англійський «Евертон», де грав у юнацьких командах з Вейном Руні. Однак професійний контракт з клубом так і не підписав, після чого без особливого успіху намагався закріпитися в «Олдем Атлетик», «Галіфакс Таун» та «Гамільтон Академікал». У 2005 році повернувся на батьківщину, ставши гравцем «Сіднея», але довго там не всидів, і після серії переглядів в Румунії та Німеччині, в 2007 році підписавши контракт з «Шеффілд Юнайтед». Грав в оренді за «Норвіч Сіті», а влітку 2009 року перебрався в голландський «Твенте». 1 вересня 2010 року підписав однорічний контракт з новачком Англійської Прем'єр-Ліги «Блекпулом». Проте за підсумками сезону клуб залишив елітний дивізіон і Девід покинув команду, ставши вільним агентом.
Дебютував в збірній в 2006 році в першому матчі Австралії в Азійської конфедерації. У 2008-му брав участь в Олімпіаді. Гравець сезону 2007/08 у збірній.

### Збірна

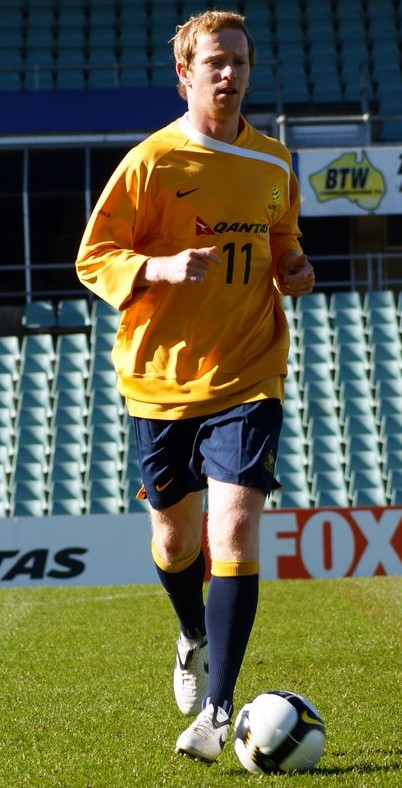
Девід Карні у збірній Австралії

Дебютував у національній збірній Австралії в 2006 році у першому матчі збірної в Азійській конфедерації. У 2008 році брав участь в Олімпіаді, зігравши у трьох матчах. На ЧС-2010 зіграв у двох з трьох матчах збірної на турнірі. 

#### Голи за збірну
| Гол | Дата              | Місце                    | Суперник   | Рахунок | Результат | Турнір               |
| --- | ----------------- | ------------------------ | ---------- | ------- | --------- | -------------------- |
| 1.  | 17 листопада 2007 | Лондон, Англія           | Нігерія    | 1–0     | 1–0       | Товариська гра       |
| 2.  | 10 червня 2009    | Сідней, Австралія        | Бахрейн    | 2–0     | 2–0       | Кваліфікація ЧС-2010 |
| 3.  | 12 серпня 2009    | Лімерік, Ірландія        | Ірландія   | 3–0     | 3–0       | Товариська гра       |
| 4.  | 9 жовтня 2010     | Сідней, Австралія        | Парагвай   | 1–0     | 1–0       | Товариська гра       |
| 5.  | 26 січня 2011     | Доха, Катар              | Узбекистан | 3–0     | 6–0       | КАз-2011             |
| 6.  | 29 березня 2011   | Менхенгладбах, Німеччина | Німеччина  | 1–1     | 2–1       | Товариська гра       |

## Досягнення
- Переможець Ліги чемпіонів ОФК: 2005
- Чемпіон Австралії: 2006, 2016
- Гравець року «Сіднея»: 2006
- Чемпіон Нідерландів: 2010
- Володар Суперкубка Нідерландів: 2010
- Володар Кубка Австралії: 2017
- Срібний призер Кубка Азії: 2011